# کوژنگتسه
کوژنگتسه (به لهستانی:  Kozińce) یک روستا در لهستان است که در گمینا دوبژنگوو دوژه واقع شده‌است.